# Alexandr Fadějev
Alexandr Alexandrovič Fadějev (rusky Александр Александрович Фадеев; 24. prosince 1901, Kimry – 13. května 1956, Moskva) byl sovětský spisovatel. Proslavil se románem Mladá garda. Byl též významným kulturním a politickým činovníkem (vedl Svaz spisovatelů SSSR, byl členem Ústředního výboru Komunistické strany Sovětského svazu).

## Život
Fadějev vyrostl v Čugujevce v Přímořském kraji. Od roku 1918 byl členem komunistické strany, aktivně se na Dálném východě účastnil občanské války, kterou popsal ve svém prvním románu Porážka (Разгром) a také v nedokončeném románu Poslední z Udege (Последний из удэге).
V roce 1945 napsal (později ještě upravovaný) román Mladá garda (Молодая гвардия) založený na popisu skutečných událostí druhé světové války. Kniha v roce 1946 obdržela Státní cenu za literaturu.
Fadějev byl jedním ze spoluzakladatelů Svazu spisovatelů SSSR a v roce 1946 se stal jeho předsedou, kterým zůstal až do roku 1954. V roce 1949 byl s dalšími členy vedení Svazu spisovatelů spoluautorem článku O jedné antivlastenecké skupině divadelních kritiků (rus. Об одной антипатриотической группе театральных критиков) vydaném v deníku Pravda. Článek posloužil k rozšíření kampaně tzv. boje proti kosmopolitismu i do umění. Kampaň měla jasný antisemitský rozměr a postihla například autory Alexandra Grina, Ilju Ilfa a Jevgenije Petrova.
Byl také poslancem Nejvyššího sovětu a členem Ústředního výboru KSSS. Od roku 1950 byl místopředsedou Světové rady míru. Dvakrát byl vyznamenán Řádem V. I. Lenina.
Plánoval ještě napsat knihu Černá metalurgie (rus. Черная металлургия), ale nedokončil ji.
Na konci svého života, údajně v souvislosti s tlakem na jeho osobu v době kritiky stalinismu novým Chruščovovým vedením KSSS, začal trpět depresemi a propadat alkoholismu. V květnu roku 1956 se zastřelil na dače v moskevském Peredělkinu. Dopis, který po sobě zanechal, zajistila KGB a zveřejněn byl až v roce 1990. Pohřben je na Novoděvičím hřbitově v Moskvě.

## Dílo
- Povodeň, též jako Devatenáct (Разлив, 1927)
- Porážka, též jako Zkáza oddílu Levinsonova (Разгром, 1925–26)
- Poslední z Udege (Последний из удэге, 1929–40)
- Ленинград в дни блокады (Leningrad ve dnech blokády – česky nevydáno, 1944)
- Jan Kollár: řeči pronesené na večeru slovanského výboru v Moskvě na paměť 150. výročí narození Jana Kollára 29. července 1943 (1945)
- Mladá garda (Молодая гвардия, 1945–51)
- Za třicet let (За тридцать лет – projevy a poznámky o literatuře, 1957)